# Вико (Бреша)
Вико (итал. Vico) је насеље у Италији у округу Бреша, региону Ломбардија.
Према процени из 2011. у насељу је живело 41 становника. Насеље се налази на надморској висини од 969 м.